# Lacurile Becicherecu Mic
Lacurile Becicherecu Mic fac parte din categoria lacurilor relicte. Sunt situate în hotarul localității Becicherecu Mic, Timiș. Sunt o rămășiță a mlaștinilor care au existat în zona de câmpie a Banatului. Au o suprafață de 33, respectiv 13 hectare.